# Eloy M. Cebrián
Eloy Miguel Cebrián Burgos (Albacete, 24 de diciembre de 1963), que firma sus obras como Eloy M. Cebrián, es un escritor español.

## Biografía
Hijo de un maestro de escuela, pasó su infancia en diferentes pueblos (Ayna, La Roda) hasta que su padre obtuvo destino en Albacete capital, ciudad en la que terminó sus estudios básicos y secundarios.
En 1986 terminó sus estudios de Filología inglesa en la Universidad de Valencia, tras lo cual obtuvo las oposiciones de profesor de instituto. Ha impartido clases de inglés en institutos de Valencia, Villena y Albacete, ciudad en la que actualmente vive, y donde trabajó hasta su jubilación de la enseñanza en enero de 2024. Tiene un hijo.
Comenzó su carrera novelística con el ciclo Memorias de Bucéfalo (1998, 2001). En 2000, junto con el también escritor albaceteño Antonio García Muñoz, fundó la revista literaria El problema de Yorick, que codirige desde entonces. Es también columnista de opinión en el diario local La Tribuna de Albacete.
Como escritor, ha cultivado fundamentalmente la novela y el relato, en los ámbitos tanto de la literatura adulta como de la juvenil. Su obra se extiende por diversos géneros, desde la novela histórica, con ejemplos como Memorias de Bucéfalo (sobre la vida y aventuras de Alejandro Magno narradas por su caballo, Bucéfalo) o Bajo la fría luz de octubre (donde se cuentan los avatares y penalidades de una familia republicana española en los años de la Segunda República, la Guerra Civil y la posguerra en la voz de una niña que crece a lo largo de la novela); hasta la novela policíaca, como El fotógrafo que hacía belenes, con marcados tintes de humor negro y sátira. En el aspecto satírico, en el ámbito de la crítica social, destaca la novela Memorias de un fantasma.
Respecto al relato, destacan los recopilatorios Las luciérnagas y 20 cuentos más y Comunión, aunque ha participado también en diversas obras colectivas. Promovió el libro El año del virus, una antología de cuentos escritos por diferentes autores españoles durante la pandemia mundial de coronavirus de 2020.
Ha sido profesor de los talleres de escritura creativa Fuentetaja. En 2020 fundó su propio taller literario en colaboración con la librería de su ciudad Popular Libros.

## Obra

### Novela
- Memorias de Bucéfalo. El reinado de Filipo (1998). Ediciones de la Diputación de Albacete.
- Memorias de Bucéfalo. La conquista de Asia (2001). Ediciones de la Diputación de Albacete.
- Bajo la fría luz de octubre (2003). Editorial Alfaguara.
- El fotógrafo que hacía belenes (2005). Editorial Zócalo. (Edición revisada por el autor en Los Libros de El Problema de Yorick, 2019 y en Amazon.es).
- Vida de Alejandro, por Bucéfalo (2005). Editorial Alfaguara.
- Los fantasmas de Edimburgo (2008). Editorial El Tercer Nombre.
- Bucéfalo. Memorias del caballo de Alejandro (2009). Editorial Ajec.
- Operación Beowulf (2010). Editorial Oxford University Press.
- Madrid, 1605 (2012) (junto a Francisco Mendoza). Algaida Editores.
- ¿Por qué se fastidia todo al cumplir los 17? (2015). Editorial Los libros de El Problema de Yorick.
- Madrid, 1616 (2015) (junto a Francisco Mendoza). Algaida Editores.
- El juego de los muertos (2016). Editorial Los libros de El Problema de Yorick.
- Memorias de un fantasma (2017). Algaida Editores.
- El hombre que respondía a los correos basura (2019). Algaida Editores.
- La chica del columpio (2024). Editorial Los libros de El Problema de Yorick.
- Hey, Jude: En busca del disco perdido de los Beatles (2024). Editorial Berenice.

### Relatos
- Las luciérnagas y 20 cuentos más (2005). Editorial Los libros de El problema de Yorick.
- Comunión (2009). Alfaqueque Ediciones.
- Caníbales (2024). La Fea Burguesía Ediciones.

### Artículos
- La Ley de Murphy (2009). Editorial Los libros de El Problema de Yorick.
- La Ley de Murphy 2 (2013). Editorial Los libros de El Problema de Yorick.
- La Ley de Murphy 3 (2016). Editorial Los libros de El Problema de Yorick
- La Ley de Murphy 4 (2019). Editorial Los libros de El Problema de Yorick
- La Ley de Murphy. Artículos reunidos (1998-2020) (2020). Editorial Los libros de El Problema de Yorick
- La Ley de Murphy. 25 aniversario (1997-2022) (2022). Editorial Los libros de El Problema de Yorick
- La ley de Murphy 6: 2022-2024. Editorial Los Libros de El Problema de Yorick.

### Manuales de escritura
- Manual de narrativa. ¿Cómo invocar a las musas y escribir una gran novela? (2022). Editorial Berenice.

### Traducciones
- La casa de los sordos (2017), Lamar Herrin. Novela. Traducción del inglés. Chamán Ediciones.
- Homenaje póstumo y otros relatos (2019), Lamar Herrin. Relatos. Traducción del inglés. Relatos traducidos: "Homenaje póstumo" y "Nuestra Peggy". Chamán Ediciones. También a cargo de la edición general de la obra.

### Antólogo
- Histerias breves. Antología de relatos de El Problema de Yorick (2006). Los libros de El problema de Yorick.

- El año del virus. Relatos en cuarentena (2020). Edición de Eloy M. Cebrián. Prólogo de Javier Sarti. Albacete: Los libros de El Problema de Yorick.[1]

## Premios y galardones
- Premio de cuento Marco Fabio Quintiliano 2000, del Ayuntamiento de Calahorra, por el relato El quinto lector.
- Finalista del Premio NH de Cuentos 2003 por el relato La torre.
- VII Premio de Novela Francisco Umbral (2003), del Ayuntamiento de Majadahonda, por El fotógrafo que hacía belenes.
- Premio Jaén de Novela Juvenil por Bajo la fría luz de octubre.
- Finalista del Primer Premio El País-Aguilar de Relatos de Viajes (2003) por La huella de Alejandro.
- Finalista del Premio NH de Cuentos (2004) por Igual que entonces.
- Finalista del Premio Caja España de Libro de Cuentos 2004 por Compañeros de viaje.
- Premio Alfonso Sancho Sáez 2004, del Ayuntamiento de Jaén, por el relato El extraño caso de los dos lectores.
- Finalista del Premio Fernando Lara de Novela 2007, de Editorial Planeta, por Los fantasmas de Edimburgo.
- Finalista del Premio Herralde de Novela 2007, de Editorial Anagrama, por Los fantasmas de Edimburgo.
- Finalista del Premio de Libro de Cuentos Manuel Llano 2007, del Gobierno de Cantabria, por Anamorfosis.
- Finalista del Premio Fernando Lara de Novela 2012, de Editorial Planeta, por El manuscrito del manco[2] (novela renombrada después como Madrid, 1605).
- Finalista del Premio Ateneo de Sevilla 2012 por Madrid, 1605.
- Premio Ateneo-Ciudad de Valladolid 2018[3] por El hombre que respondía a los correos basura.
- XXXVI Premio Joaquín Lobato de Vélez-Málaga[4] 2023 por el relato Interiorismo.
- I Premio "Jubilare" del Colegio de Registradores de España por el relato Las gafas de John Lennon.
- XX Concurso de Relatos y Poesía "Gloria Fuertes" del Ayto. de La Rinconada (Sevilla), por el relato "El suicidio de Evelyn McHale".
- Galardonado como albaceteño distinguido en el apartado de cultura por la Peña de Albacete en Madrid, de la Casa de Castilla-La Mancha.